# Муминобод
Муминобод (на таджикски: Мӯъминобод) е град в Таджикистан, административен център на Муминободски район, Хатлонска област. Населението на града през 2016 година е 13 300 души (по приблизителна оценка).

## Население
| Година | Население |
| ------ | --------- |
| 1989   | 9764      |
| 2000   | 11 000    |
| 2007   | 12 500    |
| 2010   | 12 233    |
| 2016   | 13 300    |